# Marc García (basket-ball)
Pour les articles homonymes, voir Marc Garcia et García.
Marc García Antonell, né le 7 mars 1996 à Manrèse (province de Barcelone, Espagne), est un basketteur espagnol qui joue au poste d'arrière.

## Biographie
Marc García se forme dans les catégories inférieures de l'Unió Manresana et San Fruitós. En 2010, il rejoint les cadets du Bàsquet Manresa où il joue pendant deux saisons.
En septembre 2012, il rejoint les juniors du FC Barcelone.
Il joue la saison 2013-2014 avec l'équipe réserve du Barça en Liga Adecco Oro, où il marque une moyenne de 11,4 points par match, 38,5% en tirs à 3 points et 2,2 rebonds par match.
Il est prêté au Bàsquet Manresa pour la saison 2014-2015.
Il joue la saison 2015-2016 avec le FC Barcelone B.
Le 29 juillet 2016, Marc García est prêté pendant deux ans au CDB Séville qui joue en Liga ACB.
En été 2017, il revient au FC Barcelone.
En juillet 2018, il signe un contrat de trois ans avec Fuenlabrada.

### Équipe nationale
En 2013, Marc García remporte avec l'Espagne la médaille de bronze au Championnat d'Europe des moins de 18 ans.
Le 24 juillet 2016, Marc García remporte avec l'Espagne la médaille d'or au Championnat d'Europe des moins de 20 ans en battant en finale la Lituanie. Marc García est désigné MVP du tournoi.

## Palmarès
Avec l'Espagne :
- Médaille d'or au Championnat d'Europe des moins de 20 ans : 2016
- Médaille de bronze au Championnat d'Europe des moins de 18 ans : 2013

### Distinctions personnelles
- MVP du Championnat d'Europe des moins de 20 ans : 2016